# Oliver Knussen
Oliver Knussen (født 12. juni 1952, død 9. juli 2018) var en britisk komponist og dirigent.
Allerede som 15-årig dirigerede han sin første symfoni med London Symphony Orchestra. Har skrevet 2 operaer samt 4 symfonier.

## Udvalgte værker
- Symfoni nr. 1 (1967–68) (trukket tilbage) - for orkester
- Symfoni nr. 2 (1970-1971) - for sopran og kammerorkester
- Symfoni nr. 3 (1973-1979) - for orkester
- Symphony (i en sats) (1969-2002) for orkester
- Koncert (1969) - for orkester
- "Hvor de vilde ting eksistere" (1979–1983) - fantasiopera
- "Higglety Pigglety Pop!" (1984–1985, Rev. 1999) - fantasiopera